# Tiszaalpár
Tiszaalpár é uma vila da Hungria, situada no condado de Bács-Kiskun. Tem 91,13 km² de área e sua população em 2019 foi estimada em 5.010 habitantes.